# Oskar Stübinger
Pour les articles homonymes, voir Stübing.

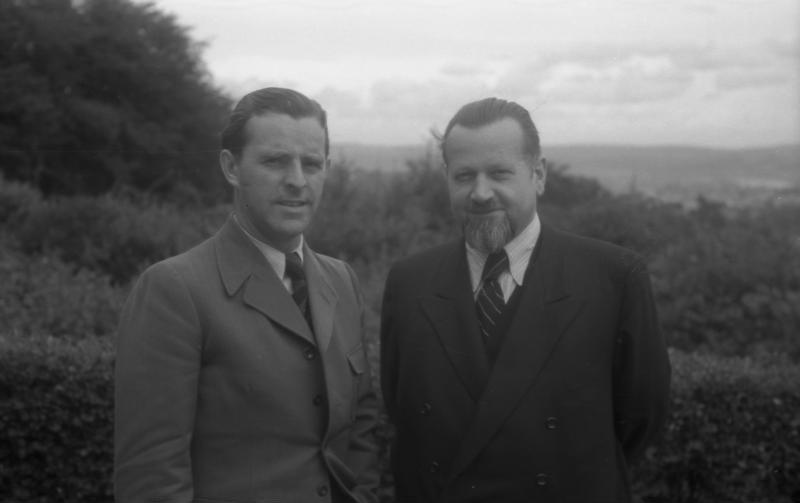
Oskar Stübinger à la Conférence du Rittersturz ; à droite, Hanns Haberer

Oskar Stübinger, né le 25 décembre 1910 à Edenkoben et mort le 27 juillet 1988 à Müllheim, est un agriculteur allemand, maire et homme politique (CDU). 

## Biographie
Oskar Stübinger est le fils d'une famille de marchands de vin et de vignerons. Après avoir obtenu son Abitur au gymnasium de Neustadt an der Weinstraße, il entame des études d'agriculture et de sylviculture à l'Université rhénane Frédéric-Guillaume de Bonn, où il participe à la corporation des étudiants Markomannia (de). Après l'obtention de son diplôme en agriculture en 1932, il travaille comme assistant de recherche à l'Institut de formation et de recherche pour les vergers et les vignobles de Neustadt. Il travaille en 1935 à la ferme familiale et gère le domaine de Dreihof en 1939 à Offenbach an der Queich. Il est ensuite soldat de l'armée allemande durant la Seconde Guerre mondiale.
Après la guerre, il est à nouveau assistant de recherche. Il appartient à de nombreuses coopératives agricoles. Il devient En 1953/54 il occupe le poste de vice-président de l'Organisation internationale de la vigne et du vin. Il est ensuite le président de la filiale Raiffeisen de l'arrondissement de Rhin-Palatinat et du Palatinat rhénan, puis en 1968 de Rhénanie-Palatinat.

## Politique

### Parti
Oskar Stübinger s'inscrit au CDU et est membre du bureau local de Rhénanie-Palatinat.

### Élu
Stübinger devient en 1946 membre de l'Assemblée consultative du Land de Rhénanie-Palatinat qui devient en 1947 le Landtag de Rhénanie-Palatinat où il est élu jusqu'à sa démission le 30 avril 1970.

### Ministères
Après que le gouvernement militaire français ait nommé Wilhelm Boden ministre-président de Rhénanie-Palatinat, Stübinger est nommé ministre de l'Agriculture dans la Cabinet Boden I. Du 13 juin au 9 juillet 1947, il assume également par intérim le ministre de l’Économie et des Finances. Il continue à être ministre de l'agriculture dans le gouvernement de Peter Altmeier le 9 juillet, tout en assurant du 20 octobre au 14 décembre 1949 le ministère de l'économie et de la reconstruction. Depuis le 19 mai 1959, il a également été vice-premier ministre. Le 30 avril 1968, il quitte le gouvernement et est remplacé dans ses fonctions par Otto Meyer.

## Décorations et hommage
- Ordre du Mérite de la République fédérale d'Allemagne en 1956.
- Sénateur honoraire de l'école d'agriculture de l'Université de Hohenheim